# 朝比奈加奈
朝比奈 加奈（あさひな かな、1992年7月2日 - ）は、日本の女優。
茨城県出身。ハーモニック所属。

## 来歴
- 茨城県に生まれる。

## 人物・エピソード
- 趣味、特技はヘアメイク、チアダンス

## 出演

### 映画
- おっさんずぶるーす （オファーを待ちながら）[1]（2020年、監督：真田幹也） - 河合南役
- 海辺の映画館―キネマの玉手箱 監督:大林宣彦（2020年）森下彰子役[2]
- Ticket  監督:駒谷揚（2018年）主演[3]
- 賭ケグルイ  監督:英勉（2018年）
- 終わった人 監督:中田秀夫（2018年）美容師役
- わたしに××しなさい！ 監督:山本透（2018年）高校生役
- 美人が婚活してみたら 監督:大久明子（2018年）
- 雨が降るまで 監督:城定秀夫（2017年）高校生役
- ピーチガール 監督:神徳幸治（2017年）高校生役
- みんな!エスパーだよ! 監督:園子温（2015年）高校生役
- リアル鬼ごっこ 監督:園子温（2015年）高校生役
- 呪怨 -ザ・ファイナル- 監督:落合正幸（2015年）高校生役
- 呪怨 終わりの始まり 監督:落合正幸（2014年）高校生役
- 幻肢 監督:藤井道人（2014年）

### テレビドラマ
- デジタル・タトゥ NHK（2019年）クレーマー役
- 都立水商! 毎日放送（2019年）ホステス役
- 真田丸 NHK（2016年）
- 初恋芸人 NHK（2016年）
- 牙狼-GARO- -魔戒烈伝- テレビ東京（2016年）
- 私を離さないで 第3話 TBSテレビ（2016年）
- 恋仲 フジテレビ（2015年）
- LOVE理論 第2話 テレビ東京（2015年）
- ○○妻 日本テレビ（2015年）ヘアメイク役）レギュラー）
- LOVE理論 第2話 テレビ東京（2015年）
- 奇跡体験!アンビリバボー フジテレビ（2015年）
- 怪生伝 フジテレビ（2014年）

### その他
- 2017年AUTUMN/WINTER ガールズアワード出演